# Raymond Brimant
Raymond Louis Brimant (Thulin, 4 februari 1920 - 16 februari 1995) was een Belgisch volksvertegenwoordiger en burgemeester.

## Levensloop
Raymond Brimant begon zijn loopbaan als onderwijzer, handelsdirecteur en journalist bij Le Rappel.
Voor de PSC werd hij actief in de gemeentepolitiek van Loverval: van 1952 tot 1976 was hij er gemeenteraadslid, van 1952 tot 1965 schepen en van 1966 tot 1976 burgemeester. Hij werd, na de fusies van 1977, burgemeester van de gefusioneerde gemeente Gerpinnes en bleef dit tot in 1982. Van 1954 tot 1961 was hij ook provincieraadslid van Henegouwen.
Ook zetelde hij van 1971 tot 1977 voor het arrondissement Charleroi in de Kamer van volksvertegenwoordigers.
In 1974-1976 was hij voorzitter van de Lions Club van Charleroi.
Er is een Place Raymond Brimant in Loverval-Gerpinnes.